# 프세우도우도테아과
프세우도우도테아과(Pseudoudoteaceae)는 갈파래강 깃털말목에 속하는 녹조류과의 하나이다. 2속 4종으로 이루어져 있다.

## 하위 속
- Hydraea - 유일종 H. calcarata
- 프세우도우도테아속 (Pseudoudotea) - 3종